# LIBIS 180

LIBIS 180 je športno - turistično trisedežno letalo,  zasnovano in izdelano v nekdanjem letalskem inštitutu LIBIS.

Pretežno leseno letalo mešane konstrukcije, opremljeno z repnim kolesom, je bilo projektirano za zahtevnejšo trenažo, vleko jadralnih letal in je bilo uporabno tudi za skoke padalcev. 

## Zgodovina
LIBIS 180 je predstavljal nadaljnji razvoj priljubljenega šolskega letala KB-6 Matajur, vendar je bil zahtevnejši za letenje, v primerjavi z KB-6. Izdelanih je bilo zgolj devet letal tipa LIBIS 180, šest jih je tragično končala v nesrečah, predvsem pri pristajanju, dva so zaradi izteka življenjske dobe uničili, eno, ki bi bilo deseto, je bilo uničeno še nedokončano. Prvi LIBIS 180 je poletel leta 1965 na Brniku. 

## Tehnične značilnosti
Letalo ima razporeditev sedežev: dva spredaj eden zadaj, na mestu četrtega potnika pa je rezervoar z gorivom.
Letalo ni imelo aerodinamičnega zvitja krila in je zato brez opozorila zelo rado omahnilo na krilo. Letalo ni odpuščalo napak pilota, kar je glavni razlog, da jih je toliko končalo v nesrečah. Letalo je bilo tudi precej občutljivo na prevrnitev na nos, zaradi repnega kolesa. Glede na to, da je 67 % letal končalo v letalskih nesrečah, tip LIBIS 180 velja za enega izmed nejnevarnejših letal. Letalo je imelo isti šestvalni motor znamke Lycoming kot lahek padalski tank M22 Locust v drugi svetovni vojni.

## Libis 180 danes
Danes je ohranjeno samo eno letalo tega tipa, z oznako YU-CVR, ki je bilo opremljeno tudi za nočno letenje in je bilo obnovljeno v leteče stanje v prostorih Letalskega centra Maribor. 
| Št. | Serijska številka | reg. št. | Uporabnik         | Usoda                                                                   |
| --- | ----------------- | -------- | ----------------- | ----------------------------------------------------------------------- |
| 1   | 289-09            | YU-CVO   | AK Ajdovščina     | poškodovan ob pristanku 1966, strmoglavil 1973                          |
| 2   | 290-10            | YU-CVP   | AK Novo Mesto     | potek resursa 1970 - propadel                                           |
| 3   | 291-11            | YU-CVR   | AK Ptuj           | edini ohranjen primerek, letel do 1973, obnovljen                       |
| 4   | 292-12            | YU-CVS   | AK Slovenj Gradec | strmoglavil - uničen 1966                                               |
| 5   | 293-13            | YU-CVT   | AK Lesce          | strmoglavil - uničen 1967                                               |
| 6   | 294-14            | YU-CVU   | AK Ljubljana      | strmoglavil - uničen 1968                                               |
| 7   | 295-15            | YU-CVV   | AK Celje          | strmoglavil 1967                                                        |
| 8   | 296-16            | YU-CVW   | AK Murska Sobota  | potek resursa - uničen 1974                                             |
| 9   | 297-17            | YU-CVX   | AK Postojna       | poškodovan pri pristanku 1967, zdrsnil s steze in popolnoma uničen 1971 |
| 10  | 298-18            | -        | -                 | uničen nedokončan                                                       |

## Specifikacije
Splošne karakteristike
- Posadka: 1 pilot
- Število sedežev: 2 potnika
- Dolžina: 8.74 m ()
- Razpon kril: 10.6 m ()
- Višina: 2.15 m ()
- Površina kril: 14 m² ()
- Teža praznega letala: 870 kg ()
- Maks. vzletna teža: 1250 kg ()
- Pogon letala: leseni Sensenich ×  6 valjni Lycoming O-435-1,  ()185 KM pri 2700 obratih  vsak

 Zmogljivost 
- Neprekoračljiva hitrost: 350 km/h
- Potovalna hitrost: 230 km/h hitra, 180 km/h ekonomična
- Hitrost porušitve vzgona: 118 km/h, 105 km/h s polnimi zakrilci ()
- Doseg: 600 km ()
- Višina leta: 4160 m ()
- Hitrost vzpenjanja: 4 m/s ()
- Dolžina vzletne razdalje: 750 m
- Dolžina pristajalne razdalje: 400 m